# Sòlids dissolts totals

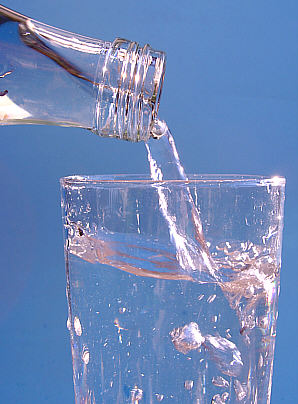
L'aigua mineral embotellada normalment té un residu fix més gran que l'aigua de l'aixeta

El residu fix o contingut de sòlids dissolts totals és un paràmetre analític utilitzat per classificar l'aigua mineral i l'aigua potable en general. El residu fix és el mesurament del contingut combinat de tots els compostos orgànics i inorgànics continguts en un líquid en suspensió en forma molecular, ionitzada o microgranular. S'acostuma a expressar en mg/L, indica la quantitat de substància sòlida perfectament seca que roman després d'haver fet evaporar en una càpsula de platí, prèviament tarada, una quantitat coneguda d'aigua filtrada. També es pot determinar per conductivitat elèctrica, però és un mètode menys precís.
Els sòlids dissolts totals normalment s'aplica només a aigües dolces. La seva principal aplicació és l'estudi de la qualitat de l'aigua en corrents d'aigua i llacs, però el contingut total de sòlids dissolts no es considera un contaminant principal i indica les característiques estètiques de l'aigua potable i és indicador d'un ventall de productes químics contaminants.
Per determinar correctament el residu fix, després de l'evaporació s'escalfa la càpsula a 100 °C fins a un pes constant i després es torna a escalfar a 180 °C novament fins a un pes constant (eliminant així les sals d'amoni més volàtils i alguns compostos orgànics). Després es pot escalfar-la a 500 °C destruint totes les sals d'amoni, les substàncies orgàniques i els nitrats. El resultat s'expressa en ppm (parts per milió) o bé en mg/l, especificant sempre a quina temperatura es refereixi (residu fix a 180 °C o residu fix a 500 °C).
Els constituents químics més comuns del residu fix són calci, fosfats, nitrats, sodi, potassi i clorurs, Poden presentar-se en forma de cations, anions, molècules o aglomeracions de l'ordre d'un miler o de poques molècules. Més perillosos són els pesticides que provenen de l'escolament superficial. Alguns sòlids provenen de la meteorització i dissolució de les roques i els sòls.
Es diferencia el contingut de sòlids totals dels sòlids en suspensió totals (TSS), en el fet que aquests no passen per una malla de dos micròmetres i queden indefinidament en suspensió en la solució.
Segons el seu valor es distingeixen:
- aigua meteòrica: compresa entre 10 i 80 mg/L
- aigua oligomineral: compresa entre 80 i 200 mg/L
- aigua mediomineral: compresa entre 200 i 1.000 mg/L
- aigua mineral: superior a 1.000 mg/L
- aigua salada: superior a 30.000 mg/L.

Alts nivells de residu fix generalment indiquen aigua dura, que pot obstruir canonades, vàlvules i filtres, reduir la capacitat i provocar alts costos de manteniment. Això es pot veure en aquaris, spas, piscines i sistemes de tractament d'aigües per osmosi inversa.